# Copidosoma aeneum
Copidosoma aeneum är en stekelart som beskrevs av Sharkov 1985. Copidosoma aeneum ingår i släktet Copidosoma och familjen sköldlussteklar. Inga underarter finns listade i Catalogue of Life.